# Stepanavan
Stepanavan (arménsky Ստեփանավան) je město v provincii Lorri v Arménii. K roku 2009 v něm žilo přes dvacet tisíc obyvatel, čím se jednalo o druhé nejlidnatější město provincie po Vanadzoru, jejím hlavním městě.

## Poloha a doprava
Stepanavan leží na Dzogaretu, přítoku Chrami v povodí Kury, v nadmořské výšce 1375 m n. m. Od Jerevanu, hlavního města Arménie, je vzdálen přibližně 140 kilometrů severně.
Severozápadně od města leží letiště Stepanavan.

## Dějiny
Moderní město zde založil šlechtic Davit Hasan-Džalaljany v roce 1810. V té době byla oblast součástí ruského impéria, kterému vládla Kateřina II. Veliká. Podle jeho dynastie se také město zprvu nazývalo – Džalalogly. Přejmenováno bylo v roce 1923 k poctě bolševického revolucionáře Stepana Šahoumjana.
V roce 1988 patřilo město k těm značně poškozeným zemětřesením v Arménii.

### Rodáci
- Avetik Sahakjan (1863–1933), prezident Arménie